# Brachyiulus dioscoriadis
Brachyiulus dioscoriadis är en mångfotingart som beskrevs av Lignau 1914. Brachyiulus dioscoriadis ingår i släktet Brachyiulus och familjen kejsardubbelfotingar. Inga underarter finns listade i Catalogue of Life.